# 21 de agosto
El 21 de agosto es el 233.º (ducentésimo trigésimo tercer) día del año en el calendario gregoriano y el 234.º en los años bisiestos. Quedan 132 días para finalizar el año.

## Acontecimientos
- 1192: Minamoto no Yoritomo se convierte en Shōgun y líder de facto de Japón.
- 1359: en Granada (España), Ísmail II se convierte en Sultán de Granada, sucediendo a Muhamned V.
- 1415: Batalla de Ceuta entre el Reino de Portugal y el Sultanato Benimerín (actualmente territorio de Marruecos).
- 1520: En España, el ejército imperial de Carlos I intenta requisar las piezas de artillería de la ciudad de Medina del Campo, con el objetivo de emplearlas contra Segovia, que se había alineado en contra del rey en la Guerra de las Comunidades. La población, consciente de ello, se amotinó entorpeciendo a los realistas, quienes incendiaron la ciudad como medida disuasoria.
- 1772: Gustavo III de Suecia completa su golpe de Estado y establece una nueva Constitución tras la cual se convierte en un déspota ilustrado.
- 1821: la Isla Jarvis es descubierta por el buque británico Eliza Francis.
- 1831: en los Estados Unidos, se da la rebelión fallida de Nat Turner.
- 1911: robo en el Museo del Louvre del famoso cuadro La Mona Lisa, recuperado en 1913.
- 1913: en la ciudad de Bilbao (España) se inaugura el Estadio de San Mamés.
- 1923: en México, es fundado el Club de Fútbol Necaxa.
- 1933: Albertine (asteroide 1290) descubierto por Eugène Joseph Delporte.
- 1940: en la Ciudad de México, muere León Trotski tras haber sido mortalmente herido el día anterior por el agente del NKVD soviético Ramón Mercader.
- 1941: en la pequeña localidad soviética de Bila Tserkva, en el marco de la Segunda Guerra Mundial, los Einsatzgruppe alemanes con la ayuda de auxiliares ucranianos y de miembros de la Wehrmacht asesinan en masa a toda la población judía de la localidad incluidos, al menos, 90 niños.
- 1945: en el Laboratorio Los Álamos (Nuevo México) el físico estadounidense Harry Daghlian sufre un accidente nuclear durante un experimento. Fallecerá 25 días después, de envenenamiento por radiación. Nueve meses después sucederá un accidente similar.
- 1945: en la Ciudad de México se constituye el Gobierno español en el exilio, presidido por José Giral.
- 1946: En La Rioja, República Argentina, se funda el club Andino Sport Club.
- 1959: en Chile, la Corporación de Televisión de la Pontificia Universidad Católica de Chile (ahora Canal 13) abre sus puertas al iniciar sus transmisiones.
- 1959: Hawái se convierte en el 50.º (quincuagésimo) estado de los Estados Unidos de América.
- 1962: en España, Alberto Rabadá y Ernesto Navarro consiguen escalar la cara oeste del Naranjo de Bulnes.
- 1965: en el área de pruebas atómicas de Nevada (a unos 100 km al noroeste de la ciudad de Las Vegas), a las 5:43 a. m. (hora local) Estados Unidos detona su bomba atómica Ticking, de 0.25 kilotones (a 210 m bajo tierra). Es la bomba n.º 428 de las 1129 que Estados Unidos detonó entre 1945 y 1992.
- 1968: ocupación soviética de Checoslovaquia.
- 1975: en Madrid (España) inicia su actividad el GRAPO matando a dos perros de la Guardia Civil.
- 1986: en Camerún, cerca de 1700 personas mueren envenenadas en una zona volcánica cerca del lago Nyos, como resultado de un extraño fenómeno geológico (emisión de dióxido de carbono) proveniente de la capa magmática de la Tierra.
- 1989: en la reunión del capítulo latinoamericano de la Unión Internacional de Municipios y Poderes, en la ciudad de Cuenca (Ecuador) representantes de todos los países latinoamericanos declaran que la villa de Grecia (en Costa Rica) es la «ciudad más limpia de América Latina».
- 1991: en la Unión Soviética se realiza un Intento de golpe de Estado contra Mijaíl Gorbachov y contra las medidas que este había venido imponiendo en la antigua Unión Soviética (el Acuerdo de Belovezhie).
- 1991: Letonia se independiza de la Unión Soviética.
- 1994: Ernesto Zedillo gana las elecciones presidenciales.
- 1996: lanzamiento del satélite estadounidense de observación auroral FAST.
- 1997: Se publica el tercer álbum de la banda británica Oasis, Be Here Now.
- 2004: Nicolás Massú y Fernando González ganan la primera medalla de oro para Chile en los Juegos Olímpicos de Atenas 2004, luego de derrotar a los alemanes Rainer Schuettler y Nicolas Kiefer en la final de dobles en la competición de tenis.
- 2006: en Villada (Palencia) descarrila el Tren Diurno Nº280, causando 6 muertos y arrasando los pilares de un puente.
- 2012: Counter Strike: Global Offensive es lanzado al mercado para las plataformas de Microsoft Windows, Mac OS, PlayStation 3, GNU/Linux y Xbox 360.
- 2015: Disturbed publica su sexto álbum de estudio, Immortalized.
- 2015: Bon Jovi publica su decimotercer álbum de estudio (y primero sin su guitarrista histórico Richie Sambora), Burning Bridges.
- 2017: eclipse solar parcial y total visto en América. Parcial en México y total en los Estados Unidos.
- 2018: un temblor de magnitud 7.3 sacude el oriente de Venezuela, con epicentro en Sucre.
- 2020: en el RheinEnergieStadion de Colonia (Alemania), el Sevilla se impuso 3 a 2 al Inter, consagrándose campeón de la  Liga Europa de la UEFA.
- 2023: Nintendo confirmó que Charles Martinet dejará de prestar su voz al personaje de Mario, Luigi y de otro personajes en la franquicia de Super Mario tras 31 años de doblar a los hermanos fontaneros en cada videojuego de la franquicia, siendo su primer trabajo en la franquicia un Pinball de Super Mario en 1992 y su primeros videojuegos fueron Mario Teaches Typing 2 en 1994 y Super Mario 64 en 1996.

## Nacimientos
- 1165: Felipe II de Francia, rey francés (f. 1223).
- 1481: Jorge de Lencastre, duque de Coímbra (f.  1550).
- 1535: Shimazu Yoshihiro, samurái japonés (f. 1619).
- 1567: Francisco de Sales, religioso y santo francés (f. 1622).
- 1583: Leonor de Prusia, noble alemana (f. 1607).
- 1609: Jean Rotrou, escritor francés (f. 1650).
- 1660: Hubert Gautier, científico e ingeniero civil francés (f. 1737).
- 1664: Pedro de Fajardo, religioso español (f. 1729).
- 1665: Giacomo F. Maraldi, astrónomo francés italiano (f. 1718).
- 1670: James Fitz-James, aristócrata y militar francés (f. 1734).
- 1689: José Pradas Gallén, compositor barroco español (f. 1757).
- 1698: Giuseppe Guarneri, lutier italiano (f. 1744).
- 1725: Jean-Baptiste Greuze, pintor francés (f. 1805).
- 1739: Mariano Salvador Maella, pintor español (f. 1819).
- 1765: Guillermo IV, rey británico entre 1830 y 1837 (f. 1837).
- 1789: Augustin Louis Cauchy matemático francés (f. 1857).
- 1793: Christian Friedrich Hornschuch, botánico alemán (f. 1850).
- 1798: Jules Michelet, escritor francés (f. 1874).
- 1816: Charles Frédéric Gerhardt, químico francés (f. 1856).
- 1823: José Ravest y Bonilla, abogado y escritor chileno (f. 1900).
- 1826: Carl Gegenbaur, anatomista alemán (f. 1903).
- 1836: Joaquina Cabrera, mujer guatemalteca, madre del dictador Manuel Estrada Cabrera (f. 1910).
- 1843: William Pepper, médico estadounidense (f. 1898).
- 1847: Francisco Piria, alquimista y empresario uruguayo (f. 1933).
- 1858: Rodolfo de Habsburgo, aristócrata austriaco (f. 1889).
- 1862: Emilio Salgari, escritor y periodista italiano (f. 1911).
- 1867: Luis Linares, político argentino (f. 1955).
- 1871: Leonid Andréyev, escritor ruso (f. 1919).
- 1872: Aubrey Beardsley, ilustrador británico (f. 1898).
- 1884: Bohumil Kubišta, pintor checo (f. 1918).
- 1890: Ethel Ronzoni Bishop, bioquímica estadounidense (f. 1975).
- 1891: Florencio Molina Campos, pintor y dibujante argentino (f. 1959).
- 1895: Dyonélio Machado,  escritor, periodista y psiquiatra brasileño (f. 1985).
- 1904: Count Basie, director de orquesta y pianista estadounidense de jazz (f. 1984).
- 1904: Serguéi Biriuzov, militar soviético (f. 1964).
- 1906: Friz Freleng, caricaturista, director y productor estadounidense (f. 1995).
- 1906: Joaquim Homs, compositor español (f. 2003).
- 1906: Braulio Aurelio Moyano, neurobiólogo argentino (f. 1959).
- 1909: Ethel Caterham, supercentenaria británica.
- 1911: Golbery do Couto e Silva,  militar y geopolítico brasileño (f. 1987).
- 1913: Fred Agabashian, piloto de automovilismo estadounidense (f. 1989).
- 1915: Raquel Rastenni, cantante danesa (f. 1998).
- 1916: Consuelo Velázquez, pianista y compositora mexicana (f. 2005).
- 1917: Leonid Hurwicz, economista estadounidense, premio Nobel de economía en 2007 (f. 2008).
- 1918: Bruria Kaufman, física teórica israelí (f. 2010).
- 1920: José Cerviño Cerviño, obispo español (f. 2012).
- 1920: Christopher Robin Milne, escritor británico (f. 1996).
- 1921: Samuel Kunz, militar alemán de origen soviético (f. 2010).
- 1921: Gertrudis de la Fuente, bioquímica española (f. 2017).
- 1922: Juan Carlos Godoy, cantor de tangos argentino (f. 2016).
- 1923: Mario Laserna Pinzón, fue un educador, diplomático, filósofo, matemático, humanista, escritor y político colombiano nacido en Francia. (f. 2013).
- 1924: Jack Weston, actor estadounidense (f. 1996).
- 1926: Jaymala Shiledar, cantante y actriz de teatro india (f. 2013).
- 1927: Thomas S. Monson, líder religioso estadounidense (f. 2018).
- 1927: Juan Hamilton, abogado y político chileno (f. 2008).
- 1927: Fina de Calderón, escritora y música española (f. 2010).
- 1930: Margarita del Reino Unido, aristócrata británica (f. 2002).
- 1930: Frank Perry, compositor, productor y cineasta estadounidense (f. 1995).
- 1932: Melvin Van Peebles, cineasta estadounidense.
- 1933: Janet Baker, mezzosoprano británica.
- 1934: John L. Hall, físico estadounidense, premio Nobel de física en 2005.
- 1936: Wilt Chamberlain, baloncestista estadounidense (f. 1999).
- 1937: Gustavo Noboa, abogado y político ecuatoriano, presidente de Ecuador entre 2000 y 2003 (f. 2021).
- 1937: Donald Dewar, ministro principal y político británico (f. 2000).
- 1937: Ramón Mestre, político argentino (f. 2003).
- 1938: Kenny Rogers, músico estadounidense (f. 2020).
- 1939: James Burton, guitarrista estadounidense.
- 1939: Festus Mogae, presidente botsuano.
- 1939: Clarence Williams III,  actor estadounidense (f. 2021).
- 1941: Alberto Mario González, futbolista y entrenador argentino (f. 2023).
- 1943: Lucius Shepard, escritor estadounidense (f. 2014).
- 1943: Hugh Wilson, actor, escritor y cineasta estadounidense.
- 1944: Perry Christie, primer ministro bahamés.
- 1944: Jairo Pinilla, cineasta colombiano.
- 1944: Peter Weir, cineasta australiano.
- 1945: Gerard Manset, cantautor, pintor, fotógrafo y escritor francés.
- 1945: Basil Poledouris, compositor estadounidense de origen griego (f. 2006).
- 1946: María Uriz, soprano española.
- 1947: Midori Suzuki, pintora japonesa.
- 1949: Loretta Devine, actriz estadounidense.
- 1949: Alberto Rodríguez Saá, político argentino, gobernador de San Luis.
- 1950: Patrick Juvet, cantante suizo (f. 2021).
- 1951: Eric Goles, matemático chileno.
- 1951: Karekin II, patriarca de la Iglesia armenia.
- 1952: Joe Strummer, músico y cantante británico de origen turco, de la banda The Clash (f. 2002).
- 1952: Glenn Hughes, músico británico, de las bandas Deep Purple y Black Sabbath.
- 1955: Aladino, cantante ecuatoriano.
- 1956: José Julián Sacramento Garza, ingeniero y político mexicano.
- 1956: Kim Cattrall, actriz estadounidense.

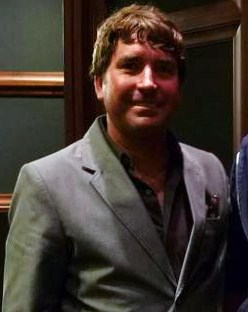
Stephen Hillenburg

- 1961: Stephen Hillenburg, animador, productor y biólogo estadounidense, creador de Bob Esponja (f. 2018).
- 1961: Mara Dierssen, neurobióloga española
- 1962: Gilberto Santa Rosa, cantante puertorriqueño.
- 1962: Jeff Stryker, actor pornográfico estadounidense.

- 1963: Mohamed VI, rey marroquí.

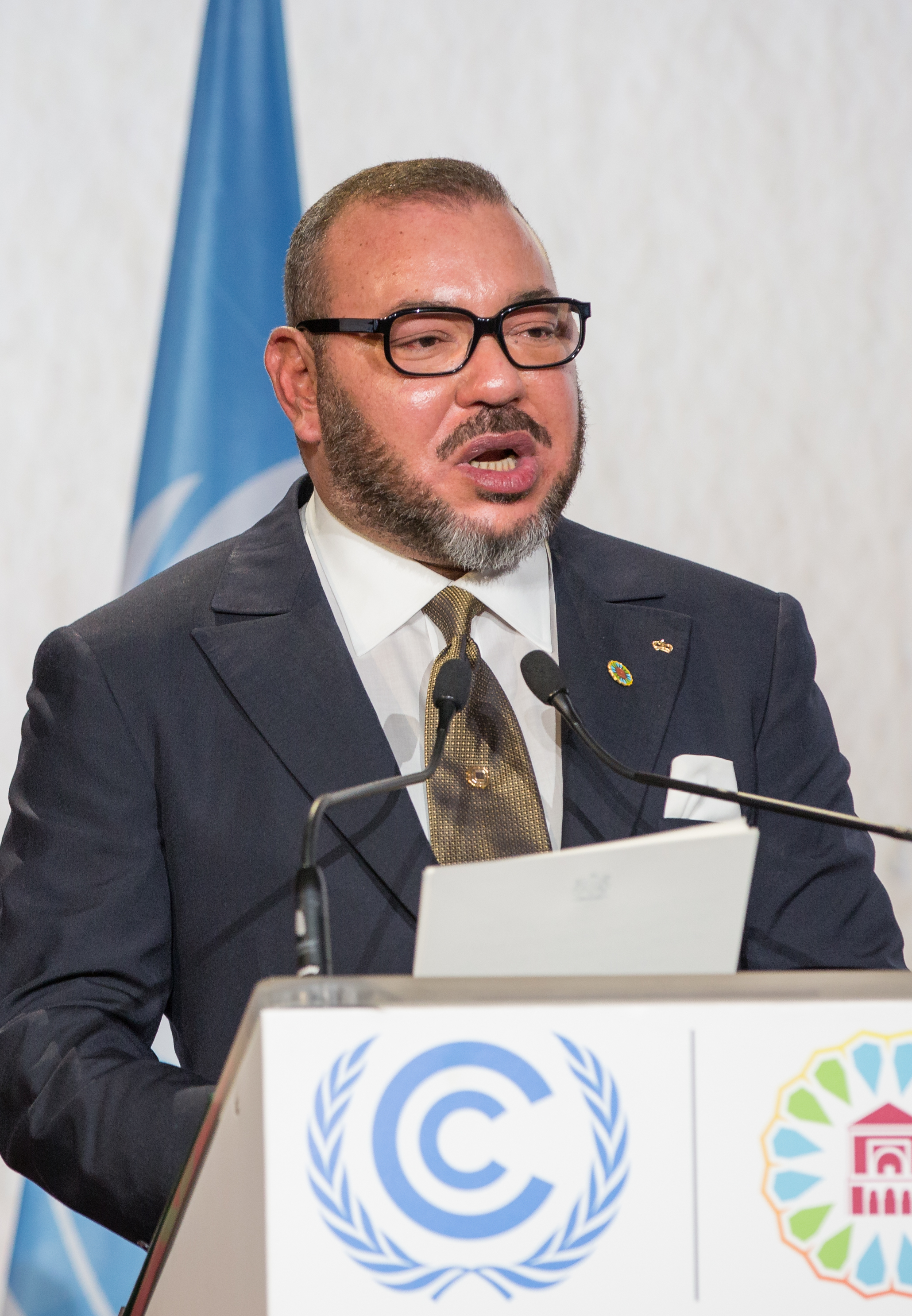
Mohamed VI

- 1964: Esteban González Pons, político español.
- 1965: Silvia Tcherassi, Diseñadora de modas y empresaria colombiana de trayectoria internacional.
- 1965: Daniel Barone, director de televisión argentino.
- 1967: Carrie-Anne Moss, actriz canadiense.
- 1967: Serj Tankian, músico libanés-estadounidense, de la banda System of a Down.
- 1968: Antonio Benarrivo, futbolista italiano.
- 1970: Douglas, cantante chileno.
- 1970: Erik Dekker, ciclista neerlandés.
- 1971: Liam Howlett, músico británico, de la banda The Prodigy.
- 1973: Serguéi Brin, científico de la computación y empresario de Internet estadounidense, cofundador de Google.
- 1973: Alberto Caballero, guionista y productor de televisión español.
- 1975: Alicia Witt, actriz estadounidense.
- 1977: Jorge Bontemps, futbolista argentino (f. 2010).
- 1977: Veljko Paunović, futbolista serbio.
- 1978: Bhumika Chawla, actriz y exmodelo india.
- 1979: Kelis, cantante estadounidense.
- 1979: Florian Bruns, futbolista alemán.
- 1980: David Malo Azagra, futbolista español.
- 1981: Silvio Spann, futbolista trinitense.
- 1982: Jorge De Olivera, futbolista argentino.
- 1982: Germán Hornos, futbolista uruguayo.
- 1983: Aarón Bueno, futbolista español.
- 1984: Alizée, cantante francesa.
- 1984: Eve Torres, luchadora profesional estadounidense.
- 1984: Tammy Schneider, jugadora de curling canadiense.
- 1984: Francesca Quondamcarlo, esgrimidora italiana.
- 1984: Roberto Guizasola, futbolista peruano.
- 1984: Martin Vunk, futbolista estonio.
- 1985: Nicolás Almagro, tenista español.

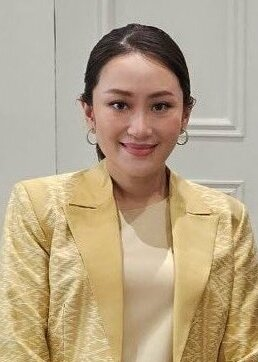
Paethongtarn Shinawatra

- 1986: Usain Bolt, atleta jamaicano.
- 1986: Noelia López, modelo española.
- 1986: Paethongtarn Shinawatra, política tailandesa, primera ministra de Tailandia desde 2024.
- 1987: Megan Montaner, actriz española.
- 1987: J.D. Martínez, beisbolista estadounidense.
- 1988: Kacey Musgraves, cantante de country estadounidense.
- 1988: Robert Lewandowski, futbolista polaco.
- 1988: Kiros Stanlley Soares Ferraz, futbolista brasileño.
- 1988: Ivan Fatić, futbolista montenegrino.
- 1988: Gaetano Berardi, futbolista suizo.
- 1989: Hayden Panettiere, actriz estadounidense.
- 1989: Giuseppe Bellusci, futbolista italiano.
- 1990: Alain Wiss, futbolista suizo.
- 1990: Bo Burnham, comediante, músico y actor estadounidense.
- 1991: Cory Chettleburgh, futbolista neozelandés.
- 1991: Raquel Pélissier, modelo haitiana.
- 1991: Jesse Rutherford, vocalista de la banda estadounidense: The Neighbourhood.
- 1991: Andrea De Nicolao, baloncestista italiano.
- 1992: Brad Kavanagh, actor y cantautor británico.
- 1992: R. J. Mitte, actor estadounidense.
- 1992: Felipe Nasr, piloto de automovilismo brasileño.
- 1993: Joakim Lindberg, piragüista sueco.
- 1994: Ione Basterra, ciclista española (f. 2019).
- 1994: Wilhelm Næss, jugador de curling noruego.
- 1996: Gremlis Arvelo, tenista de mesa venezolana.
- 1996: Igor Carioca, futbolista brasileño.
- 1996: Sofyan Amrabat, futbolista neerlandés-marroquí.
- 1996: Karolína Muchová, tenista checa.
- 1997: Uriel Antuna, futbolista mexicano.
- 1997: Amber Hill, tiradora británica.
- 1997: Micheal Clemons, jugador de fútbol americano estadounidense.
- 1998: Greta Varlese, modelo italiana.
- 1998: Fredrik André Bjørkan, futbolista noruego.
- 1998: Jakub Prokop, balonmanista eslovaco.
- 1998: Matías Borgogno, futbolista argentino.
- 1999: Kacper Kostorz, futbolista polaco.
- 1999: Maxim Knight, actor y cantante estadounidense.
- 2000: Artem Bondarenko, futbolista ucraniano.
- 2000: Abel Bretones, futbolista español.
- 2001: Samuele Ricci, futbolista italiano.
- 2001: Brooks Jensen, luchador estadounidense.

## Fallecimientos
- 672: Kōbun Tennō, 39.º emperador japonés (n. 648).
- 1131: Balduino II, rey de Jerusalén (n. ~1075)
- 1157: Alfonso VII de León, rey de León y Imperator totius Hispaniae (n. 1105).
- 1293: Pierre d'Abernon, poeta anglo-normando (n. c. 1250).
- 1568: Jean Parisot de la Valette, Gran Maestre francés de la Soberana y Militar Orden Hospitalaria de San Juan de Jerusalén (n. 1494).
- 1614: Erzsébet Báthory, "la Señora Infame", aristócrata húngara, asesina en serie (n. 1560).
- 1622: Conde de Villamediana, aristócrata, correo mayor y poeta español (n. 1582).
- 1752: Jacopo Amigoni, pintor italiano (n. 1682).
- 1762: Lady Mary Wortley Montagu, aristócrata y escritora británica (n. 1689).
- 1814: Antonio Carnicero, pintor español (n. 1748).
- 1814: Benjamin Thompson, físico e inventor estadounidense (n. 1753).
- 1838: Adelbert von Chamisso, escritor alemán (n. 1781).
- 1842: Leona Vicario, insurgente de la independencia mexicana (n. 1789).
- 1860: José MacCrohon y Blake, político y militar español (n. 1803).
- 1867: Juan N. Álvarez, militar mexicano (n. 1790).
- 1869: Casto Méndez Núñez, marino español (n. 1824).
- 1876: Ildefonso Cerdá, ingeniero urbanista y político español (n. 1815).
- 1933: Francisca Saperas, anarcosindicalista española (n. 1851).
- 1940: León Trotski, político y teórico revolucionario soviético (n. 1879).
- 1943: Henrik Pontoppidan, escritor danés, premio nobel de literatura en 1917 (n. 1857).
- 1944: Eugène Dieudonné, anarquista francés (n. 1884).
- 1947: Ettore Bugatti, empresario italiano (n. 1881).
- 1948: Carmen Serdán, revolucionaria mexicana (n. 1875).
- 1951: Constant Lambert, director de orquesta y compositor británico (n. 1905).
- 1956: Juan José de Amézaga, presidente uruguayo (n. 1881).
- 1964: Palmiro Togliatti, político italiano (n. 1893).
- 1977: Pedro López Lagar, actor argentino de origen español (n. 1899).
- 1978: Charles Eames, arquitecto y diseñador estadounidense (n. 1907).
- 1978: Gordon Matta-Clark, arquitecto y artista estadounidense, hijo del pintor chileno Roberto Matta (n. 1943).
- 1979: Giuseppe Meazza, futbolista italiano (n. 1910).
- 1980: Absalón Argañarás, artista plástico argentino (n. 1903).
- 1983: Bobby Deglané, locutor de radio chileno (n. 1905).
- 1986: Alexandre O'Neill, poeta portugués (n. 1924).
- 1986: Bata, futbolista español (n. 1908).
- 1989: Raúl Seixas, músico brasileño (n. 1945).
- 1992: Dai Vernon, mago canadiense (n. 1894).
- 1992: Isidro Lángara, futbolista español (n. 1912).
- 1995: Subrahmanyan Chandrasekhar, astrofísico estadounidense de origen indio, premio Nobel de física en 1983 (n. 1910).
- 1995: Anatole Fistoulari, director de orquesta y músico británico de origen ucraniano (n. 1907).
- 1996: José Soriano Izquierdo, diseñador e historietista español (n. 1908).
- 1997: Misael Pastrana, político colombiano (n. 1923).
- 1998: Luis Dávila, actor argentino (n. 1927).
- 2001: Juan Antonio Villacañas, poeta español (n. 1922).
- 2002: Benjamin C. Thompson, arquitecto estadounidense (n. 1918).
- 2004: Cacho Espíndola, actor argentino (n. 1940).
- 2005: Robert Moog, inventor estadounidense del sintetizador (n. 1934).
- 2006: Bismillah Khan, músico indio (n. 1913)
- 2007: Adelio Suárez, locutor y presentador de radio y televisión argentino (n. 1940)
- 2007: Rose Bampton, cantante de ópera estadounidense (n. 1907).
- 2007: Qurratulain Haider, escritora india (n. 1927).
- 2007: Haley Paige, actriz porno mexicana-estadounidense (n. 1981).
- 2008: Oscar Ferrari, cantante de tangos argentino (n. 1924).
- 2008: Jerry Finn, productor estadounidense (n. 1969).
- 2009: Rex Shelley, ingeniero y escritor singapurense (n. 1930)
- 2010: Hugo Guerrero Marthineitz, locutor peruano (n. 1924).
- 2010: Rodolfo Fogwill, escritor, profesor y sociólogo argentino (n. 1941).
- 2010: Christoph Schlingensief, director alemán de cine, teatro y ópera (n. 1960).
- 2011: Julio Romero, político argentino (n. 1916).
- 2012: William Thurston, matemático y profesor estadounidense (n. 1946).
- 2014: Albert Reynolds, político irlandés (n. 1932).
- 2014: Robert Hansen, violador y asesino en serie estadounidense (n. 1939).
- 2014: Tehua, cantante mexicana (n. 1942).
- 2015: Daniel Rabinovich, cómico argentino (n. 1943).
- 2018: Stefán Karl Stefánsson, actor islandés (n. 1975).
- 2019: Celso Piña, cantante y músico mexicano (n. 1953).
- 2020: Ken Robinson, escritor y conferencista británico (n. 1950).
- 2021: Don Everly, cantante y músico estadounidense (n. 1937).
- 2021: María Kinsky de Wchinitz y Tettau, aristócrata de Liechtenstein (n. 1940).
- 2022: Anabel Gutiérrez, actriz mexicana (n.1932).
- 2024: John Amos, actor estadounidense (n. 1939).

## Celebraciones
- Día Internacional de Conmemoración y Homenaje a las Víctimas del Terrorismo.

 Por países
(Por orden alfabético)
- Argentina:
  - Día del Filatelista Argentino, en homenaje al primer sello postal emitido en 1856.[1]
  - Día de la Futbolista Argentina.[1][2]
  -  Misiones: Día del Olero Misionero.[1]La Ley VI – Nº183 aprobada por la Legislatura provincial en 2016 instituye éste día, en reconocimiento a las personas que tienen por oficio la producción de ladrillos.

- Chile: 
  - Día Nacional del Trap.

- Estados Unidos: 
  - Día de la Poesía.
  - Día Nacional de la Tercera Edad.
  - Día de Spumone (postre de helado italiano que incluye crema, fruta y nueces).

- México:
  - Día Nacional del Trabajo Social.

### Santoral católico

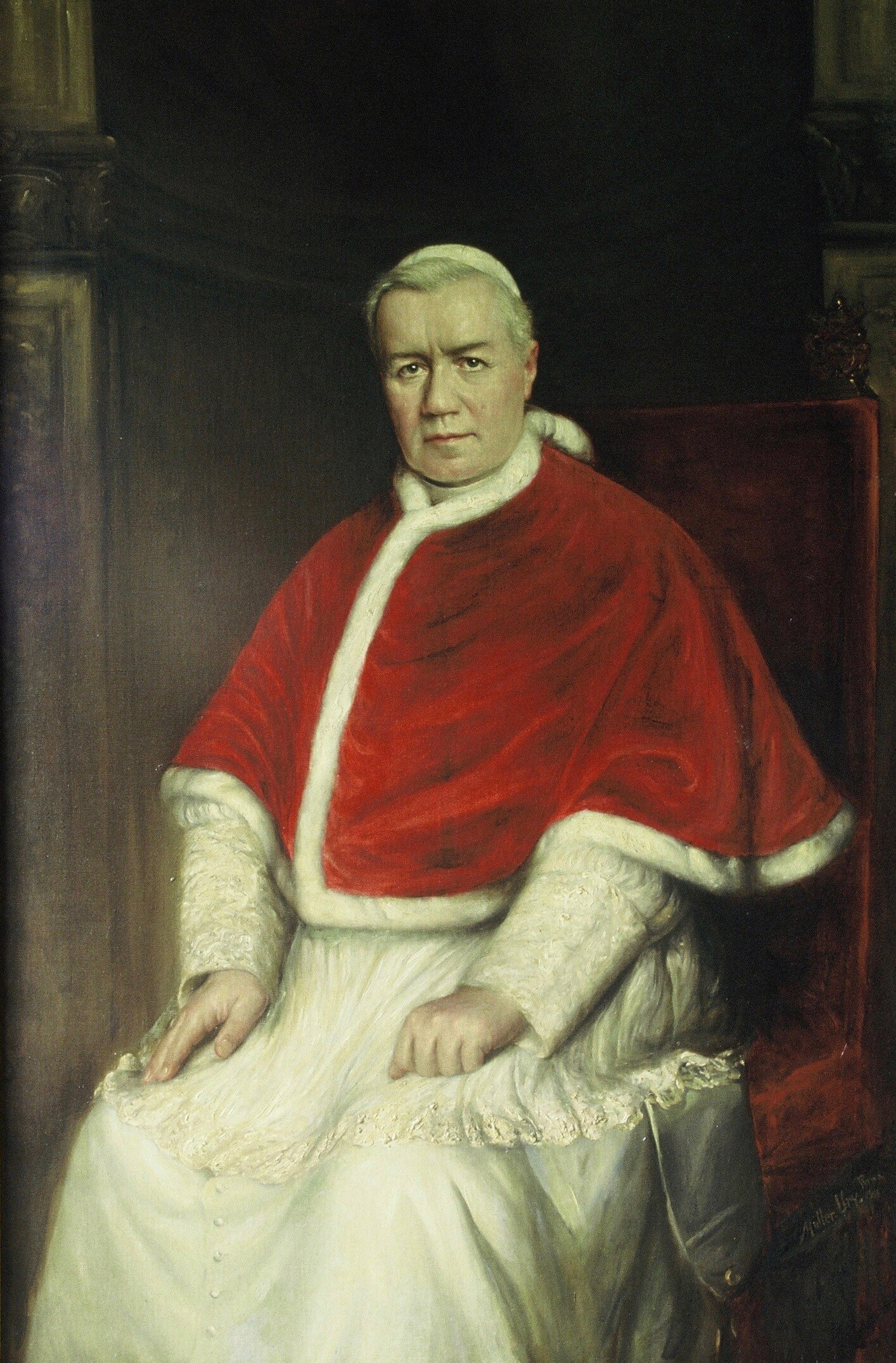
San Pío X

- 'San Pío X'.[3]

#### Celebraciones
- Ciudad del Vaticano: 
  - Día Internacional del Catequista. La Iglesia Católica celebra cada 21 de agosto el Día del Catequista, en conmemoración del Papa Pío X, Santo, quien tuvo actuación decisiva a favor de la catequesis[1]e hizo posible entre otras cosas que los niños se acerquen a los sacramentos a edad temprana.
  - Nacimiento de Francisco de Sales en 1567, religioso y santo francés (f. 1622), Patrono de los periodistas.[1]Es considerado el «Santo de la Amabilidad», por mostrar siempre un rostro sereno o una sonrisa. En 1665 fue canonizado por el papa Alejandro VII.

#### Advocaciones marianas
- Nuestra Señora de Knock.

#### Santos
- San Abraham de Smolensk
- San Agatónico de Tracia
- San Anastasio Corniculario
- Santa Aria
- San Avito
- San Bernardo de Alziva
- Santa Basa y sus tres hijos
- Santos Bonoso y Maximiano
- San Cameron
- Santa Ciriaca
- San Cuadrato de Útica
- San Euprepio de Verona
- San Hardulfo
- San José Dang Dinh Viên
- San Leoncio
- San Luxorio de Cerdeña
- San Natale de Casale Monferrato
- San Paterno
- San Privado
- San Sidonio Apolinar
- San Zótico.

#### Beatos
- Beata Beatriz de Roelas
- Beato Bruno Zembol
- Beato Gilberto de Valenciano
- Beato Ladislao Findysz
- Beato Ramón Peiró Victorí
- Beato Salvador Estrugo Solves
- Beata Victoria Rasoamanarivo.

 Por países
(Por orden alfabético)
- España: 
  - Arjona (Jaén) fiesta patronal en honor a San Bonoso y San Maximiano.